# Coracopsis
Coracopsis es un género de aves psitaciformes de la familia Psittrichasiidae, o Psittaculidae. Agrupa a tres o cuatro especies originarias de las selvas de Madagascar, las islas Comores y las Seychelles, aunque estudios recientes indican que podría incluir también al extinto loro de las Mascareñas. Si fuera así, sería el único género reconocido de la subfamilia Coracopsinae.

## Especies
Según un orden filogenético de la lista del Congreso Ornitológico Internacional:
- Coracopsis vasa (Shaw, 1812)
- Coracopsis nigra (Linnaeus, 1758); la subespecie:
  - C. n. sibilans Milne-Edwards & Oustalet, 1885 tratada como especie por HBW.[5]
- Coracopsis barklyi Newton, E, 1867